# Nikos Sampson
Níkos Sampsón (greco Νίκος Σαμψών); Famagosta, 16 dicembre 1935 – Nicosia, 10 maggio 2001) è stato un giornalista, politico, guerrigliero e terrorista cipriota.
Il suo nome completo era Níkos Georgiádis (in greco Νίκος Γεωργιάδης).
Cominciò la sua carriera giornalistica nel Times of Cyprus. Fu membro dell'EOKA.

Nel 1970 divenne componente del parlamento cipriota. Partecipò al colpo di Stato contro Makarios III e questo gli permise di diventare presidente della Repubblica per 9 giorni (15-23 luglio 1974). Ciò lo fece condannare nel 1976 a 20 anni di carcere ma ricevette un'autorizzazione a uscire dalla prigione per curare il suo cancro in Francia e alla fine della sua pena riprese il suo lavoro di giornalista.